# Oxylobium cordifolium
Oxylobium cordifolium là một loài thực vật có hoa trong họ Đậu. Loài này được Andrews miêu tả khoa học đầu tiên.